# Hartschier
Hartschier (auch Hatschier, verschliffen aus dem ital. Arciere = Bogenschütze) ist die Bezeichnung einer militärischen Truppengattung, die in verschiedenen deutschsprachigen Monarchien zunächst als Garde, später ausschließlich als zeremonielle Haustruppen ohne eigentliche militärische Aufgabe bestand. Mit dem Untergang der Monarchien 1918 wurden auch diese Hofgarden abgeschafft. 
In folgenden Staaten gab es Hartschiergarden:
- Königreich Bayern: Königlich Bayerische Leibgarde der Hartschiere
- Kaisertum Österreich: k.k. Erste Arcièren-Leibgarde
- Kurköln

Auf dem Gebiet der Eidgenossenschaft und Baden wurden Patrouillenwächter seit Beginn des 18. Jahrhunderts «Harschiere» bzw. Hatschiere genannt.

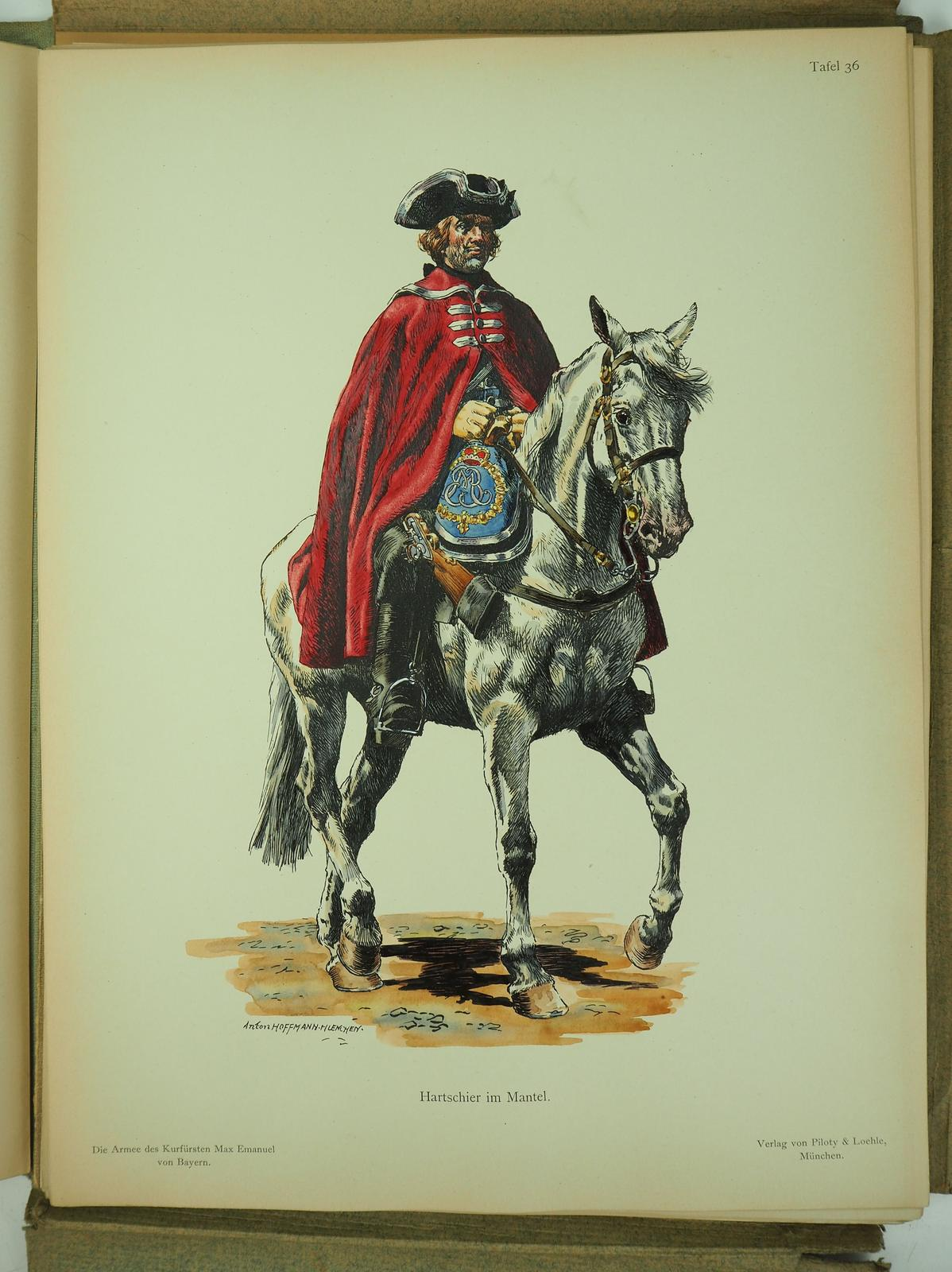
Bayerischer Hartschier um 1720
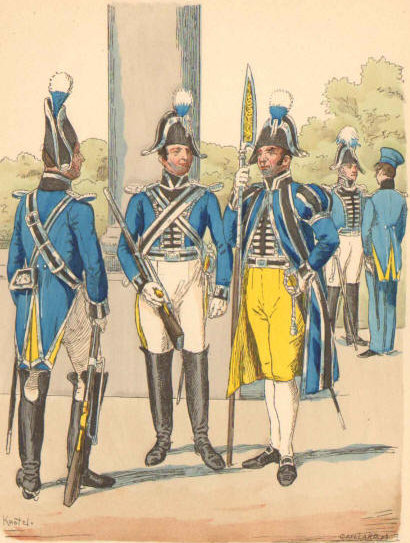
Bayerische Hartschiere um 1835
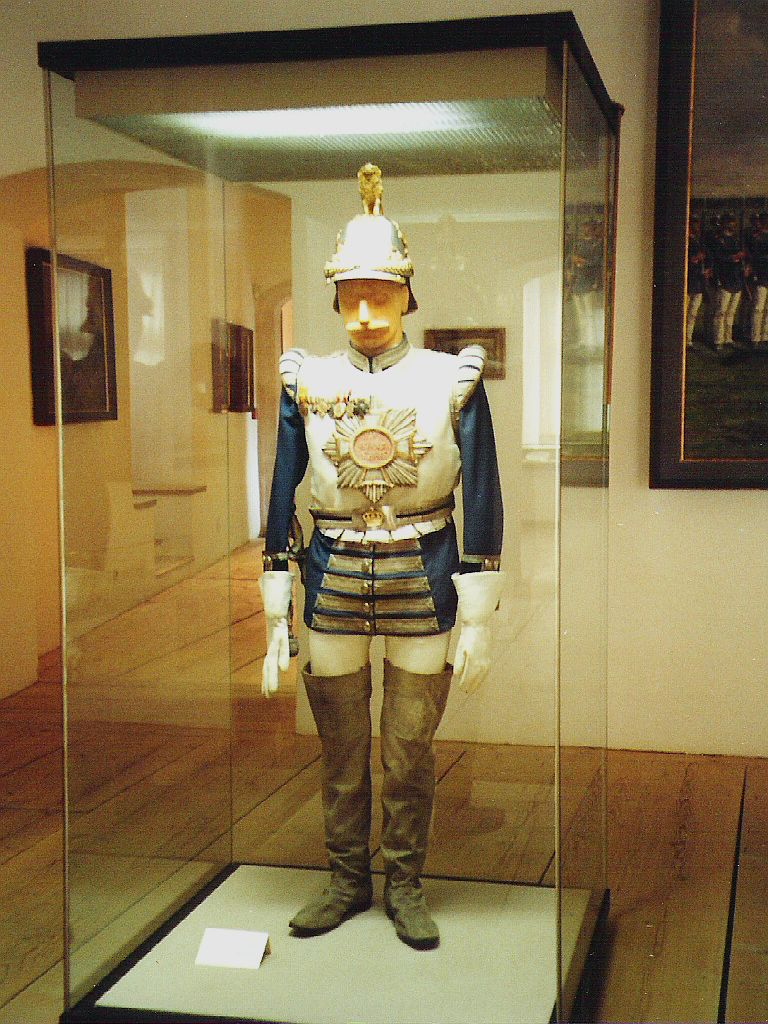
Bayerischer Hartschier, um 1900
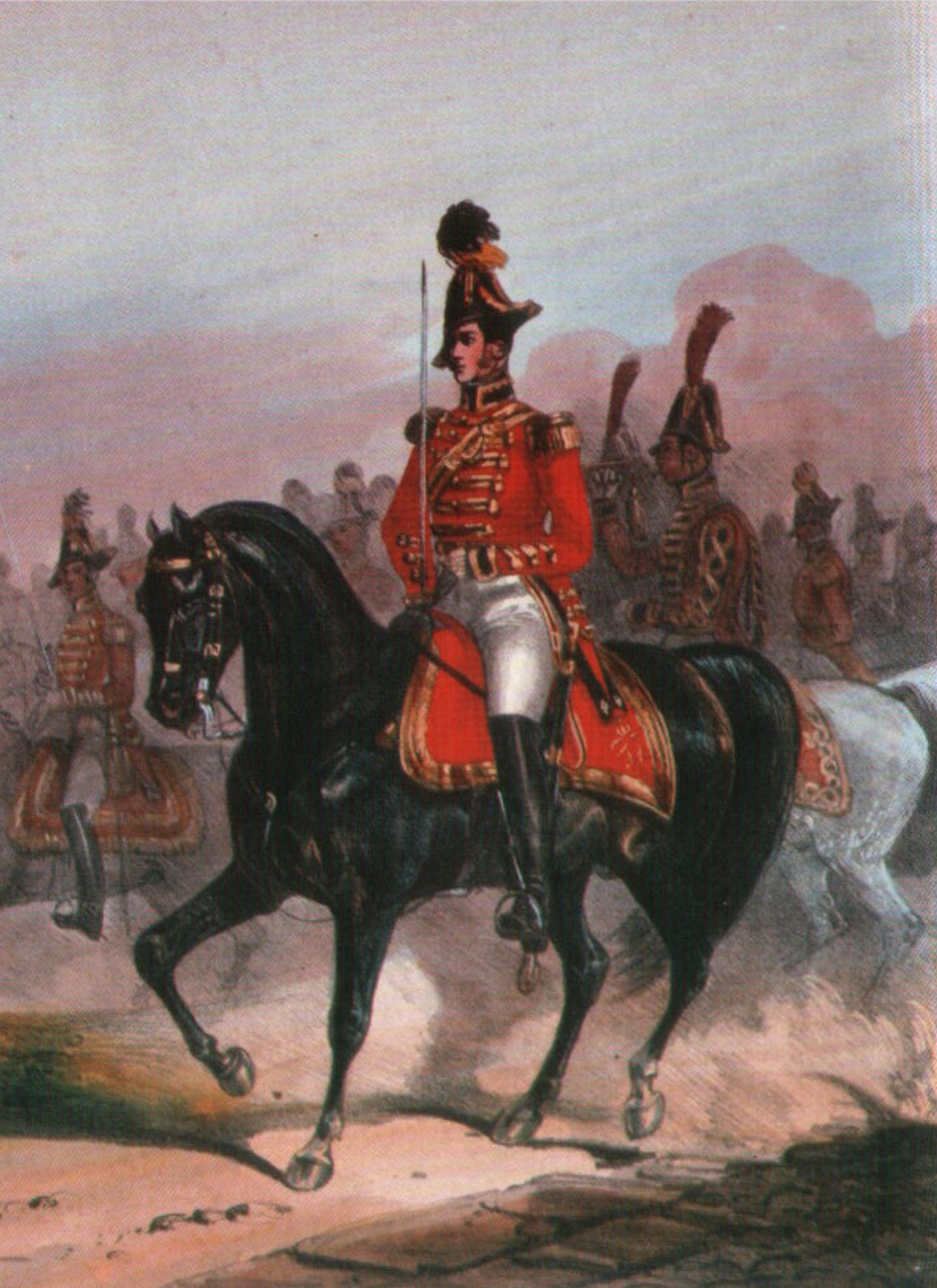
Österreichische Arcièren-Leibgarde, um 1835
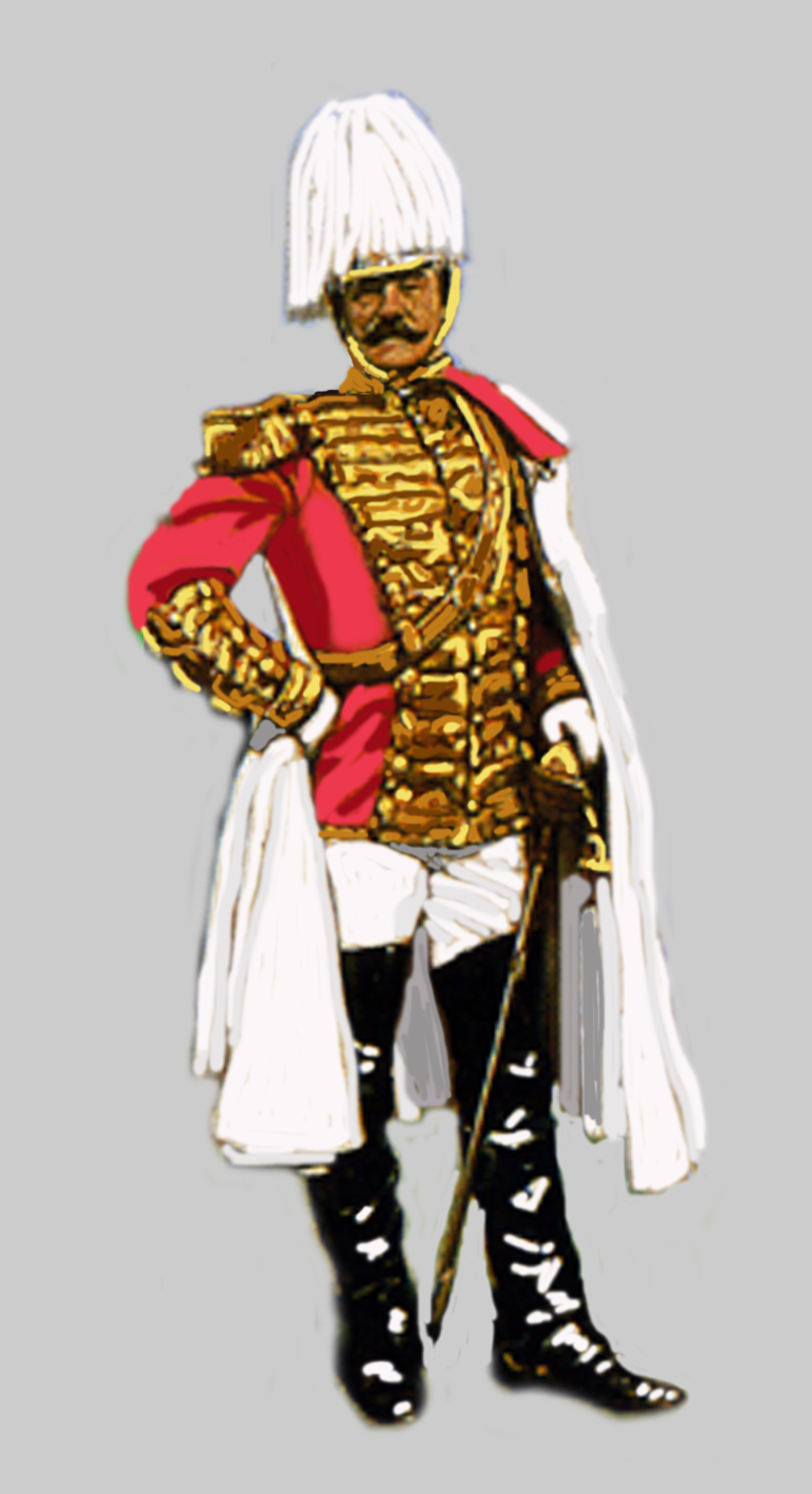
Österreichische Arcièren-Leibgarde, um 1900